# Hasskova zahrada

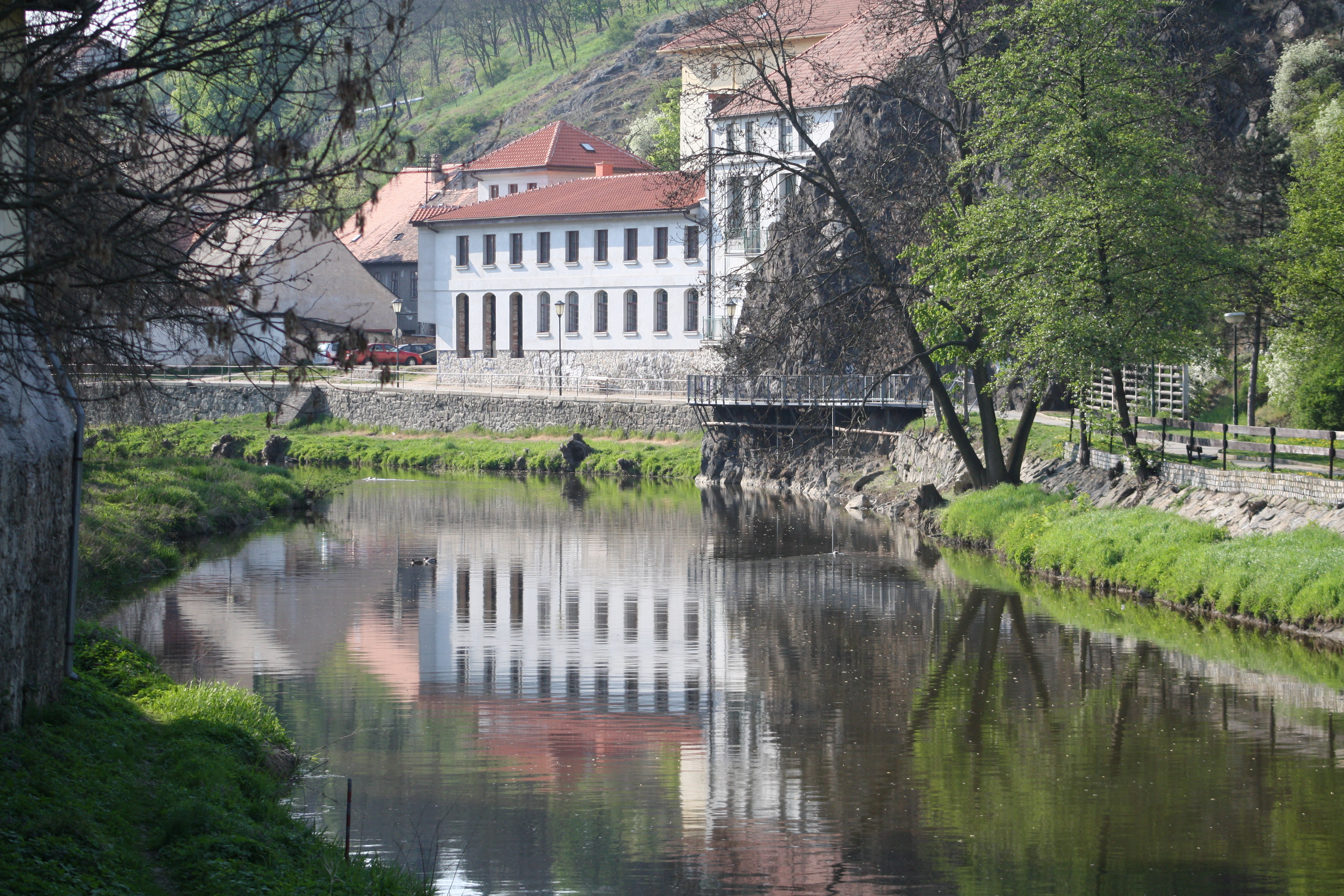
Lávka okolo Hastrmanovy skály a Zámostí

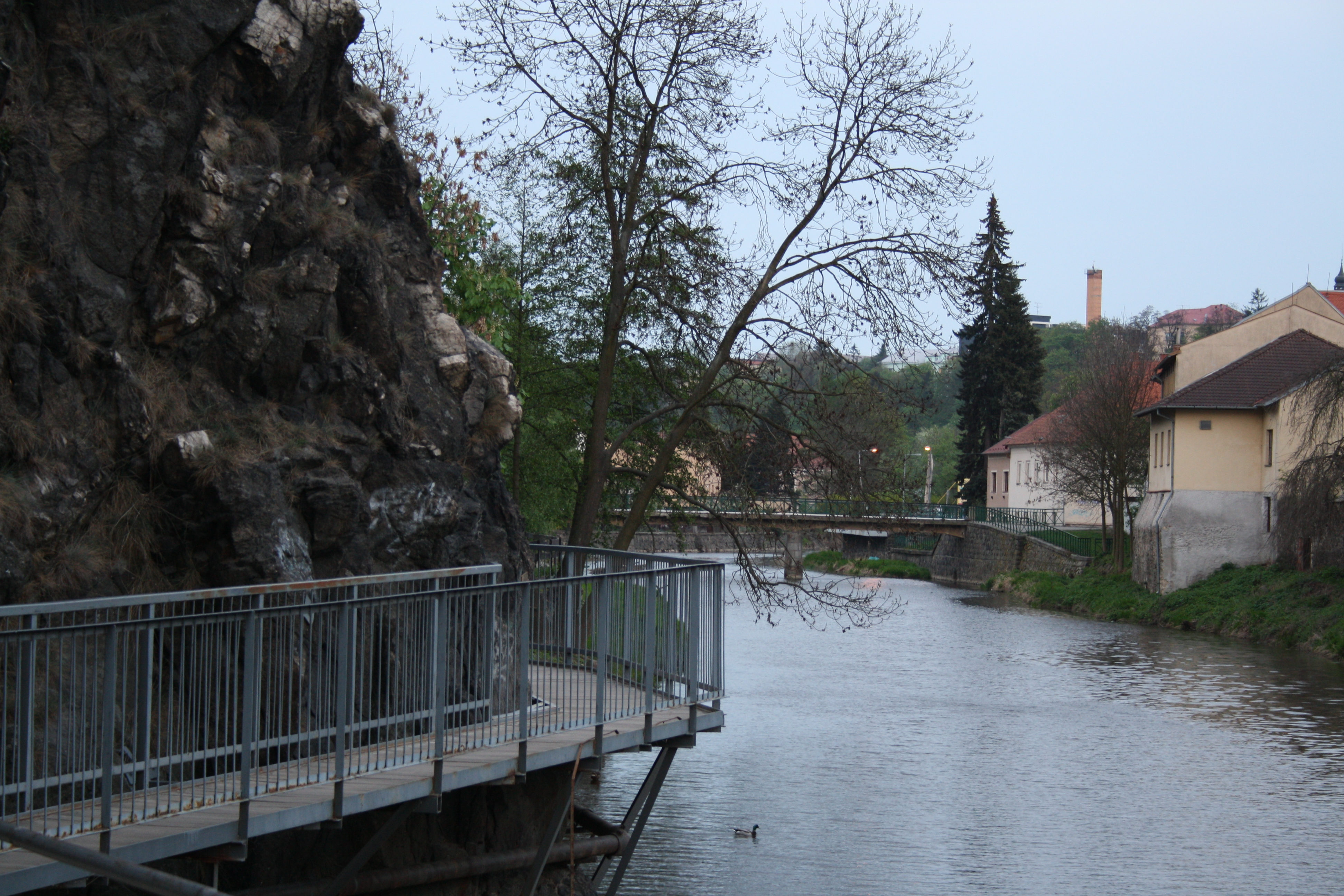
Lávka

Hasskova zahrada je malý zahradní park na Nových Dvorech a na Podklášteří v Třebíči. Nese jméno rodiny Hasskových, kteří vlastnili blízkou koželužnu ve Vnitřním Městě.

## Historie a popis
Hasskova zahrada zaujímá plochu cca 0,5 ha. Rozprostírá se podél řeky Jihlavy, z polovic na území Podklášteří, z polovic na území Nových Dvorů. Na východě zahradu ohraničuje západní strana koryta Týnského potoka, přes nějž vede lávka mířící do ulice Zdislaviny, na severu to je chodník Soukenické ulice kolem domů směřující k lávce přes řeku (zde jsou další dva vstupy do zahrady). S končící zástavbou Kočičiny vytváří severní hranice skalní těleso podklášterského Hrádku, to se táhne dál na západ až k tzv. Hastrmanově skále, která zahradu uzavírá na západě tím, že přímo spadá až do řeky.
Hasskova zahrada má dvě části, oddělené od sebe mimoúrovňovým vedením přístupové cesty k lávce vedoucí přes řeku do Vnitřního Města a na Jejkov. Menší východní část slouží dětem. Jsou zde lodičkové houpačky, pískoviště i prolézačky a samozřejmě lavičky pro rodiče. Dětský park zde byl zřízen již počátkem 50. let 20. století.
Rozlehlejší západní část zahrady má sloužit oddechu obecně, a tak tu jsou mimo zeleň jen lavičky. Lávky spojující Hasskovu zahradu s Židovským městem se obyvatelé Třebíče a její návštěvníci dočkali až v roce 1995. V minulosti v tomto prostoru stávaly Pekárkovy soukenické postřihačské rámy.
Dnešní podoby se Hasskově zahradě dostalo v podstatě až v roce 1984, kdy byla nákladem asi 750 000 Kčs asanována stará drobná zástavba tří domů a park rekonstruován. Úředně byl nazýván parkem Bohumíra Šmerala. K přejmenování parku Bohumíra Šmerala na Hasskovu zahradu došlo v druhé polovině roku 1991. Spekulovalo se také o změně názvu na park dr. J. Nevosada, ten patřil k prvním osazovatelům parku.

## Lávka okolo Hastrmanovy skály
V roce 2017 došlo k drobné rekonstrukci lávky, která spojuje Hasskovu zahradu s židovskou čtvrtí, na jaře roku 2018 projde lávka komplexní rekonstrukcí. Bude vyměněna výdřeva, natřena ocelová konstrukce a její očištění. Další rekonstrukce byla provedena v roce 2024, kdy v červenci se při výběrovém řízení nepovedlo najít nikoho, kdo by lávku byl schopen opravit, to se pak povedlo později a v listopadu byla lávka uzavřena a kompletně rekonstruována – byla vyměněna železná konstrukce.